# Edward Hall (calciatore)
Edward Hall (Liverpool, 8 settembre 1946) è un ex calciatore inglese, di ruolo difensore.

## Carriera
Hall iniziò la carriera nel Macclesfield Town per poi trasferirsi nel settembre 1967 agli statunitensi del Dallas Tornado.
Con i Tornado partecipò al tour mondiale voluto ed organizzato dal nuovo allenatore del club, il macedone-canadese Bob Kap, che vide la franchigia impegnata in una serie di massacranti incontri tra Africa, Europa, Asia e Oceania. Il tour ebbe effetti devastanti sulla squadra durante la stagione regolare, la prima della neonata NASL, che nonostante l'allontanamento di Kap, inanellò una lunga serie di sconfitte. La squadra chiuse il torneo al quarto ed ultimo posto della Gulf Division, con sole due vittorie e quattro pareggi ottenuti a fronte di ben 26 sconfitte.